# Lista över museer i Jerevan
Lista över museer i Jerevan är en ofullständig lista över museer i Jerevan, Armenien.

| Namn                                                               | Typ                                                                   | Plats                                                                       | Koordinater                                               | Bild |
| ------------------------------------------------------------------ | --------------------------------------------------------------------- | --------------------------------------------------------------------------- | --------------------------------------------------------- | ---- |
| Armeniens nationalmuseum                                           | Konstmuseum                                                           | Republikens plats, Kentron, Jerevan                                         | 40°10′43.5″N 44°30′51″Ö / 40.178750°N 44.51417°Ö          |      |
| Jerevans historiska museum                                         | Lokalhistoriskt museum                                                | Argishtigatan 1/1, Kentron, Jerevan (i en byggnad intill Jerevans stadshus) | 40°10′29″N 44°30′16″Ö / 40.174653°N 44.504306°Ö           |      |
| Tsitsernakaberd                                                    | Minnesmärke                                                           | Kentron, väster om floden Hrazdan                                           | 40°11′11″N 44°29′26″Ö / 40.18639°N 44.49056°Ö             |      |
| Erebunimuseet                                                      | Historiskt museum Arkeologiskt museum                                 | Vid foten av Arin Berdberget, Erebuni                                       | 40°08′28″N 44°32′07″Ö / 40.14111°N 44.53528°Ö             |      |
| Moder Armenien                                                     | Militärmuseum med Moder Armenien-statyn och Den okända soldatens grav | Segerparken, Kentron, Jerevan                                               | 40°11′42.90″N 44°31′29.34″Ö / 40.1952500°N 44.5248167°Ö   |      |
| Armeniska revolutionsfederationens museum                          | Historiskt museum                                                     | Mher Mkrtshjangatan, Kentron, Jerevan                                       | 40°10′28″N 44°30′42″Ö / 40.17444°N 44.51167°Ö             |      |
| Tjarents litteratur- och konstmuseum                               | Litteratur- och konstmuseum                                           | Aramgatan 1, Kentron, Jerevan                                               | 40°10′44″N 44°30′52″Ö / 40.17889°N 44.51444°Ö             |      |
| Hovhannes Tumanjanmuseet                                           | Personmuseum                                                          | Moskvagatan 40, Kentron, Jerevan                                            | 40°11′16″N 44°30′35.5″Ö / 40.18778°N 44.509861°Ö          |      |
| Matenadaran (Mesrop Mashtots-institutet för historiska manuscript) | Historiskt museum                                                     | Mashtotsavenyn 53, Kentron, Jerevan                                         | 40°11′31″N 44°31′16″Ö / 40.19207°N 44.52113°Ö             |      |
| Moderna museet                                                     | Konstmuseum                                                           | Mashtotsavenyn 7, Kentron, Jerevan                                          | 40°10′47″N 44°30′19″Ö / 40.17972°N 44.50528°Ö             |      |
| Armeniens träsniderimuseum                                         | Konsthantverksmuseum                                                  | Paronjangatan 2-4, Kentron, Jerevan                                         | 40°10′40.83″N 44°30′10.24″Ö / 40.1780083°N 44.5028444°Ö   |      |
| Hovhannes Sharambeyans centrum för folkkonst                       | Folkkonst                                                             | Chatjatur Abovjanplatsen, Abovjangatan 64, Kentron, Jerevan                 | 40°11′29″N 44°31′43″Ö / 40.19139°N 44.52861°Ö             |      |
| Jervand Kocharmuseet                                               | Personmuseum                                                          | Mashtotsavenyn 39, Jerevan                                                  | 40°11′16″N 44°30′53″Ö / 40.18766°N 44.51471°Ö             |      |
| Museet för rysk konst                                              | Konstmuseum                                                           | A. Isaakjangatan 38, Kentron, Jerevan                                       | 40°11′22″N 44°30′57″Ö / 40.18944°N 44.51583°Ö             |      |
| Sergej Paradzjanovmuseet                                           | Personmuseum                                                          | Dzoragjughgatan, 15-16, Jerevan                                             | 40°10′44″N 44°30′00″Ö / 40.17889°N 44.50000°Ö             |      |
| Museet för främre orientens konst                                  | Konstmuseum                                                           | Aramgatan 1, Kentron, Jerevan                                               | 40°10′44″N 44°30′52″Ö / 40.17889°N 44.51444°Ö             |      |
| Jerevans arkitekturmuseum                                          | Arkitekturmuseum                                                      | Regeringsbyggnad nr 3, Republikens plats, Jerevan                           | 40°10′41″N 44°30′59″Ö / 40.17806°N 44.51639°Ö             |      |
| Armeniens statliga pedagogiska universitets museum                 | Konstmuseum                                                           | Tigran Metsavenyn, Jerevan                                                  | 40°10′30.64″N 44°31′25.18″Ö / 40.1751778°N 44.5236611°Ö)] |      |
| Cafesjians konstmuseum                                             | Konstmuseum                                                           | Tamanjangatan 10, Kentron, Jerevan                                          | 40°11′36.07″N 44°30′56.60″Ö / 40.1933528°N 44.5157222°Ö   |      |
| Komitas museum                                                     | Personmuseum                                                          | Arshakunyatsavenyn, Shengavit, Jerevan                                      | 40°09′44″N 44°30′08″Ö / 40.16222°N 44.50222°Ö             |      |
| Eduard Isabekjankonsthallen                                        | Konsthall                                                             | Mashtotsavenyn 7a, Kentron, Jerevan                                         | 40°10′47″N 44°30′21″Ö / 40.17972°N 44.50583°Ö             |      |
| Jerevans djurpark                                                  | Djurpark                                                              | Mjasnikjangatan 20, Kentron, Jerevan                                        | 40°11′45.47″N 44°33′1.85″Ö / 40.1959639°N 44.5505139°Ö    |      |
| Hovhannes Karapetjans geologiska museum                            | Geologiskt museum                                                     | Marskalk Baghramianavenyn 24a, Kentron, Jerevan                             | 40°11′30″N 44°30′31″Ö / 40.19167°N 44.50861°Ö             |      |
| Armeniens naturhistoriska museum                                   | Naturhistoriskt museum                                                | Tigran Metsavenyn 34, Jerevan                                               | 40°09′56″N 44°30′45″Ö / 40.16556°N 44.51250°Ö             |      |
| Armeniens medicinhistoriska museum                                 | Medicinhistoriskt museum                                              | Nor Arabkirs medicinska centrum, Hrachya Kocharigatan Arabkir, Jerevan      | 40°12′33″N 44°31′23″Ö / 40.20917°N 44.52306°Ö             |      |
| Jerevans vetenskapliga och teknologiska museum                     | Vetenskapligt museum                                                  | Bagrevandgatan 25, Jerevan                                                  | 40°12′00″N 44°34′49″Ö / 40.20000°N 44.58028°Ö             |      |
| Armeniens järnvägsmuseum                                           | Järnvägsmuseum                                                        | Jerevans järnvägsstation, Erebuni, Jerevan                                  | 40°09′19″N 44°30′29″Ö / 40.1553°N 44.5081°Ö               |      |
| Beeline telekommunikationsmuseum                                   | Tekniskt museum                                                       | Azatutjanavenyn 24, Kanaker-Zeytun, Jerevan                                 | 40°12′31″N 44°31′46″Ö / 40.20861°N 44.52944°Ö             |      |
| Lille Einsteins vetenskapsmuseum                                   | Vetenskapsmuseum för barn                                             | Komitasavenyn 40, Arabkir, Jerevan                                          | 40°12′23″N 44°30′28″Ö / 40.20639°N 44.50778°Ö             |      |
| Chatjatur Abovjanmuseet                                            | Personmuseum                                                          | Andra gatan, Kanaker-Zeytun, Jerevan                                        | 40°13′3.248″N 44°32′4.592″Ö / 40.21756889°N 44.53460889°Ö |      |
| Aleksandr Spendiarjanmuseet                                        | Personmuseum                                                          | Nalbanjangana, Jerevan                                                      | 40°10′51.44″N 44°31′7.56″Ö / 40.1809556°N 44.5187667°Ö    |      |
| Avetik Isahakianmuseet                                             | Personmuseum                                                          | Zarobyangatan 20, Jerevan                                                   | 40°11′27″N 44°30′46″Ö / 40.19083°N 44.51278°Ö             |      |
| Jeghisje Tjarents minnesmuseum                                     | Personmuseum                                                          | Mashtotsavenyn 17, Kentron, Jerevan                                         | 40°10′58″N 44°30′34″Ö / 40.18278°N 44.50944°Ö             |      |
| Martiros Sarjanmuseet                                              | Personmuseum                                                          | Martiros Sarjangatan 3, Kentron, Jerevan                                    | 40°11′12.79″N 44°30′33.17″Ö / 40.1868861°N 44.5092139°Ö   |      |
| Ara Sargsjan och Hakob Kojojanmuseet                               | Personmuseum                                                          | Pusjkingatan 30, Kentron, Jerevan                                           | 40°11′08″N 44°30′30.5″Ö / 40.18556°N 44.508472°Ö          |      |
| Derenik Demirchjanmuseet                                           | Personmuseum                                                          | Abovjangatan 4, Kentron, Jerevan                                            | 40°11′15.36″N 44°31′20.64″Ö / 40.1876000°N 44.5224000°Ö   |      |
| Gevorg Grigorianmuseet                                             | Personmuseum                                                          | Mashtotsavenyn 45a, Kentron, Jerevan                                        | 40°11′25.08″N 44°31′1.2″Ö / 40.1903000°N 44.517000°Ö      |      |
| Aram Chatjaturjanmuseet                                            | Personmuseum                                                          | Zarobyangatan 3, Jerevan                                                    | 40°11′24.63″N 44°30′48.26″Ö / 40.1901750°N 44.5134056°Ö   |      |
| Karen Demirchjanmuseet                                             | Personmuseum                                                          | Ghazar Parpetsigatan 7, Jerevan                                             | 40°11′06″N 44°30′36″Ö / 40.18500°N 44.51000°Ö             |      |
| Silva Kaputikjanmuseet                                             | Personmuseum                                                          | S. Kaputikyangatan 1, lägenhet 26, Jerevan                                  | 40°11′23″N 44°30′27″Ö / 40.18972°N 44.50750°Ö             |      |
| Andranikmuseet                                                     | Personmuseum                                                          | Kashegortsnergatan 233, Shengavit, Jerevan                                  | 40°09′39″N 44°30′4″Ö / 40.16083°N 44.50111°Ö              |      |
| Koryun Nikoghosjanmuseet                                           | Personmuseum                                                          | Tarontsgatan, Shengavit, Jerevan                                            | 40°08′47″N 44°29′08″Ö / 40.14639°N 44.48556°Ö             |      |
| Galentzmuseet                                                      | Personmuseum                                                          | Kalentsgatan 18, Jerevan                                                    | 40°12′10″N 44°29′22.5″Ö / 40.20278°N 44.489583°Ö          |      |
| Charles Aznavourmuseet                                             | Personmuseum                                                          | Antarayingatan 192, Jerevan                                                 | 40°11′35″N 44°30′53″Ö / 40.19306°N 44.51472°Ö             |      |
| Fridtjof Nansenmuseet                                              | Personmuseum                                                          | Nansenparken, Nansengatan 4, Nor Nork, Jerevan                              | 40°11′56.5″N 44°33′45.1″Ö / 40.199028°N 44.562528°Ö       |      |